# Martin Chemnitz

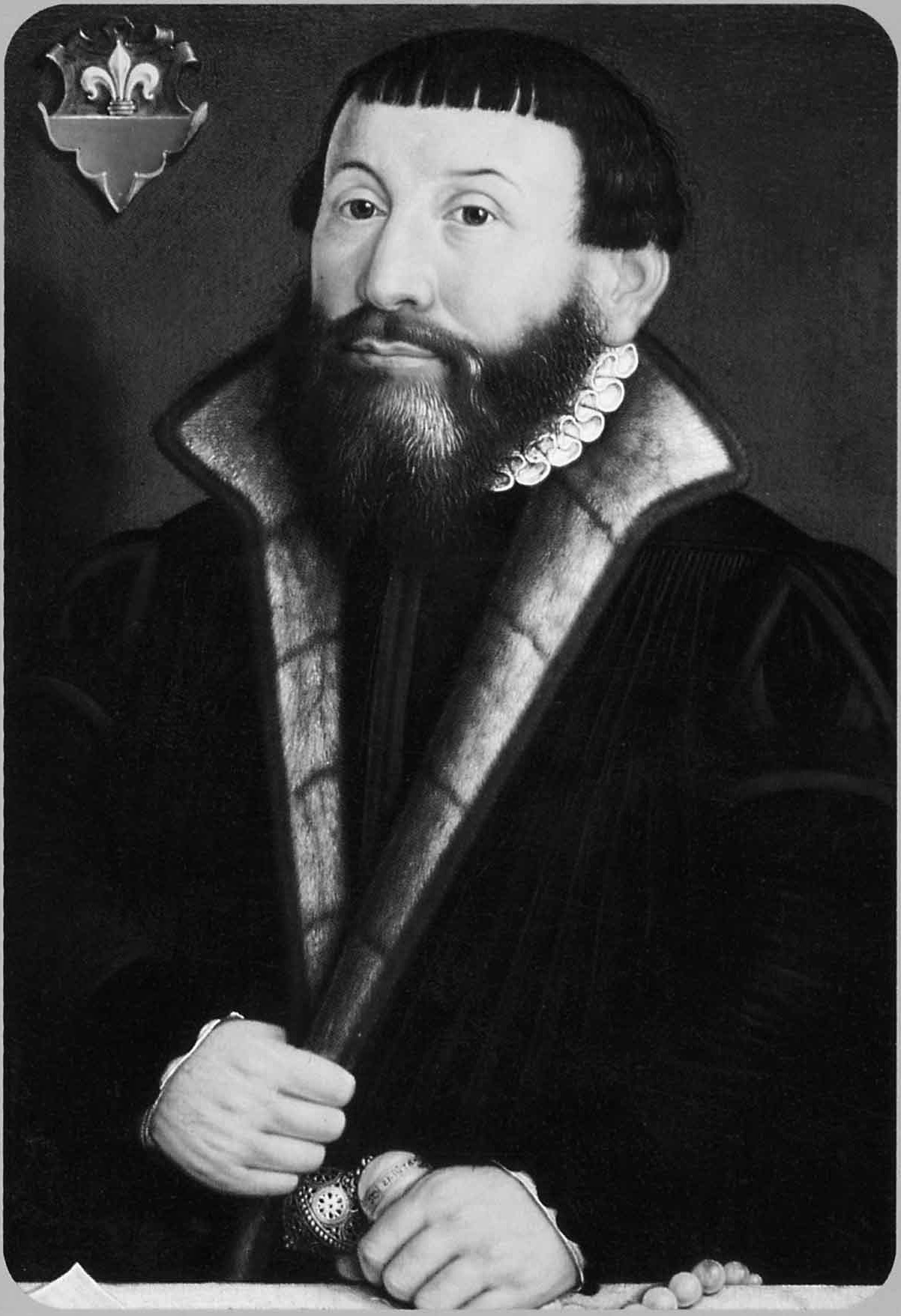
Martin Chemnitz

Martin Chemnitz (9. listopadu 1522, Treuenbrietzen – 8. dubna 1586, Braunschweig) byl předním teologem a církevním představitelem 2. generace luteránů. V lutherské tradici je znám jako Alter Martinus, „druhý Martin“: Si Martinus non fuisset, Martinus vix stetisset („kdyby nebylo Martina [Chemnitze], Martin [Luther] by neobstál“).

## Život
Narodil se v Treuenbritzen v Braniborsku v rodině obchodníka. Ve 14 letech odešel na studia do Wittenberku, kde měl krátkou příležitost slyšet Lutherova kázání. Po studiích v Magdeburgu a Frankfurtu získal titul magistra svobodných umění na univerzitě v Královci, kde pak nějaký čas pracoval jako knihovník. Roku 1553 se vrátil do Wittenberku studovat teologii u Philippa Melanchthona, kterého záhy začal zastupovat při některých přednáškách. Následujícího roku byl ordinován J. Bugenhagenem ke službě v církvi a nastoupil jako spolupracovník k superintendentovi Joachimu Mörlinovi v Braunschweigu. Vedle oblasti teologie působil rovněž významným způsobem jako organizátor církevního života. Roku 1567 nahradil Mörlina na postu superintendenta a podílel se na sepsání Corpus Doctrinae Prutencium, které bylo důležitým předstupněm na cestě k Formuli svornosti. Tu spolu s dalšími theology vytvořil roku 1577, čímž byl završen kánon lutherských „symbolických knih“ – autoritativních doktrinálních spisů, vydaných roku 1580 jako Kniha svornosti. Zemřel v Braunschweigu v roce 1586.

## Dílo
K nejdůležitějším spisům, které Chemnitz publikoval na poli teologie, patří:
- Loci theologici (1554) – přednášky z dogmatické teologie, původně vzniklé jako komentáře a výklady k Melanchthonovým Loci communes
- Repititio sanae doctrinae de vera praesentia corporis et sangvinis Domini in Coena („Shrnutí správného učení o pravé přítomnosti těla a krve Páně ve [svaté] Večeři“, 1561, angl. vydání r. 1979 pod názvem Lord's Supper – „Večeře Páně“) – teologický traktát o svátosti Večeře Páně, apologeticky zaměřený zejména proti kalvínskému učení.
- Examen Concilii Tridentini („Zkoumání Tridentského sněmu“, 1566–72) – čtyřdílná podrobná a systematická kritika římskokatolického protireformačního učení přijatého na Tridentském koncilu.

Vedle těchto textů Chemnitz napsal řadu dalších dogmatických, apologetických, devocionálních a jiných děl.

## Význam
Chemnitz je přelomovou osobností, stojící na hranici reformace a poreformační lutherské orthodoxie. Významnou měrou přispěl ke stabilizaci a hlubšímu propracování lutherské věrouky, ať už prací na Formuli svornosti urovnávající vnitrocírkevní teologické spory, nebo polemickými diskusemi s římskokatolickými (zejména jezuitskými) a reformovanými teology. Jako první formuloval specificky lutherskou nauku o communicatio idiomatum (o vzájemném sdílení idiomat neboli vlastností Božské a lidské přirozenosti v jedné Kristově osobě), a sice ve spisu De duabus naturis in Christo z roku 1571.